# Quasilineus lucidoculatus
Quasilineus lucidoculatus är en djurart som tillhör fylumet slemmaskar, och som beskrevs av Gibson 1990. Quasilineus lucidoculatus ingår i släktet Quasilineus och familjen Cerebratulidae. Inga underarter finns listade i Catalogue of Life.